# Chase (Pensilvania)
Chase es un lugar designado por el censo ubicado en el condado de Luzerne en el estado estadounidense de Pensilvania. En el año 2010 tenía una población de 978 habitantes y una densidad poblacional de 165,7 personas por km².

## Geografía
Chase se encuentra ubicado en las coordenadas 41°16′50″N 75°57′46″O / 41.28056, -75.96278. Según la Oficina del Censo de los Estados Unidos, Chase tiene una superficie total de 2,28 mi² (5,9 km²), de la cual 2,28 mi² (5,9 km²) corresponden a tierra firme y 0 mi² (0 km²) es agua.